# 谷口彪賀
谷口 彪賀（たにぐち ひょうが、1998年12月11日 - ）は、日本のプロボクサー、元陸上自衛官。第5代日本スーパーフェザー級ユース王者。協栄ボクシングジム所属。かつては八王子中屋ボクシングジムに所属していた。

## 来歴
鹿児島県鹿屋市出身。鹿屋工業高校出身。
2018年10月12日のデビュー戦は負傷判定引き分け。
2019年東日本スーパーフェザー級新人王として、西軍代表岩崎淳史を相手に4回1-0（39-37、38-38×2）の引き分けで規定により全日本新人王を獲得。
そして2022年7月10日にエスフォルタアリーナ八王子で行われた「ファイティング・スピリット・シリーズ44」にて石福田星河と日本スーパーフェザー級ユース王座決定戦を行い、8回3-0（79-71、80-70×2）判定勝ちで日本ユース王座獲得に成功。
2023年、協栄ボクシングジムに移籍。

## 獲得タイトル
- 2019年度全日本スーパーフェザー級新人王
- 第5代日本スーパーフェザー級ユース王座（防衛0）

## 戦績
- アマチュアボクシング - 15戦8勝7敗
- プロボクシング - 11戦6勝（1KO）2分3敗